# Toni Popadić
Toni Popadić (Dubrovnik, 5 de novembro de 1994) é um jogador de polo aquático croata.

## Carreira
Toni Popadić jogou pelo VK Jug Dubrovnik em 2024.
O goleiro de 2,05 metros de altura é o segundo goleiro da seleção nacional, atrás de Marko Bijač. Em 2022, o Campeonato Mundial aconteceu em Budapeste. Os croatas venceram a Sérvia nas quartas-de-final e perderam para os espanhóis nas semifinais. O jogo pelo terceiro lugar contra os gregos terminou em 7–9. Dois meses depois, os croatas sediaram o Campeonato Europeu de 2022 em Split. Depois de 11–10 sobre a Itália nas semifinais, os croatas venceram a final por 10–9 contra os húngaros. Em 2023 a Copa do Mundo foi realizada em Fukuoka. Os croatas ficaram em segundo lugar no grupo na fase preliminar e perderam a vaga nas quartas-de-final com uma derrota por 12–13 para Montenegro. Alcançaram a nona colocação nos jogos de colocação. Em janeiro de 2024, no Campeonato Europeu de 2024, os croatas venceram a Grécia nas quartas-de-final e derrotaram os húngaros por 11-8 nas semifinais. Na final, os croatas perderam para os espanhóis por 10–11. Um mês depois, Popadić perdeu a Copa do Mundo de Doha devido a uma lesão.
Nos Jogos Olímpicos de Verão de 2024, em Paris, conquistou a medalha de prata no torneio masculino do polo aquático, após confronto na final contra a equipe sérvia.